# Estación Yungay
Yungay —originalmente Yungai— fue una estación ferroviaria ubicada en la comuna homónima, actual Quinta Normal, en la ciudad de Santiago, Chile.
Sirvió como combinación de tres ferrocarriles: de Valparaíso a Santiago, de Circunvalación y de Yungay a Barrancas y Pudahuel, por lo que fue la principal del sector norponiente de Santiago y una de las más concurridas del país en la primera mitad del siglo XX. Fue cabecera del pequeño Ramal Yungay-Mapocho, donde se dividían los servicios provenientes desde la estación Mapocho hacia el norte o sur. Al sur está el Túnel Matucana, que la conecta con la estación Alameda. La estación fue inaugurada en 1863, sirviendo al barrio Yungay, y no fue sino hasta 1987 que cerró la estación. Actualmente solo queda la estructura de piedra del primer piso de la estación.

## Historia
Originalmente, la estación fue un paradero de trenes dentro del servicio del ferrocarril de Valparaíso a Santiago, sin embargo, debido a la creciente demanda del servicio, además de la necesidad de conectar el Mercado Central y la zona oriente de Santiago con el servicio de ferrocarriles, en 1888 se construye en ese entonces "ramal del Mapocho" que tendría a la estación Mapocho de cabecera, y que además contaría con un triángulo férreo que conectaría directamente a la estación con los servicios tanto hacia el norte como hacia el sur del país y deja de ser una estación secundaria.  Aunque desde el momento de la creación de la estación, la estación sirvió de intermodal entre el ferrocarril y el carro de sangre que recorría entre la Quinta Normal.
En 1903 fue inaugurado el Ferrocarril de Yungay a Barrancas y Pudahuel.
La estación fue incendiada en 1905, con el motivo de impedir la vuelta de tropas a Santiago por obreros anarquistas, durante la huelga de la carne.
Debido a las actividades de remodelación y mejoramiento de la rivera del Mapocho además de las actividades por la celebración del centenario de Chile, la estación Yungay es sometida a reconstrucción, siendo inaugurado el actual edificio en 1915.

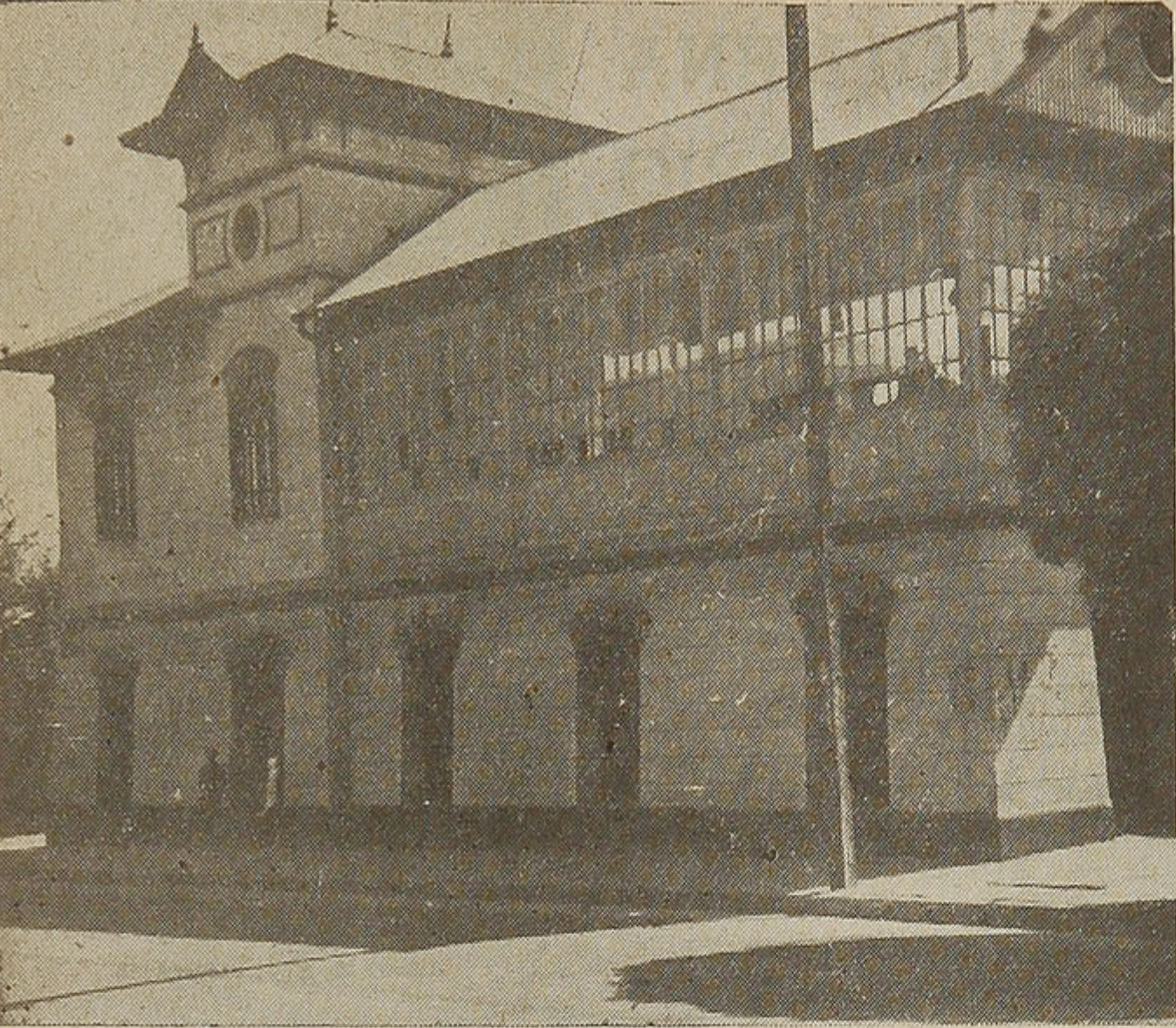
Estación Yungay (1942).

Ya en la década de 1930, la estación se hallaba rodeada de industrias. A 1930, la oficina de señalización de la Empresa de los Ferrocarriles del Estado se encontraba en el recinto de la estación.
En 1950, se realizaron trabajos para mejorar los patios de maniobras de la estación. En 1939 el servicio de Yungay a Barrancas y Pudahuel fue cerrado.
Entre 1968 a 1969, debido a los planes originales de construcción de la línea 2 y línea 5 del Metro de Santiago, la tierra removida fue utilizada para hacer los terraplenes que corresponden a la estación y el trayecto.
Debido a los problemas acarreados por los problemas políticos de la época, el decaimiento del servicio, el accidente ferroviario de Queronque de 1986 y otros factores, produjeron que el servicio de Valparaíso a Santiago dejase de funcionar, lo que llevó a Estación Mapocho cerrar en 1987 y finalmente la estación fuese cerrada.
La estación luego de cerrada fue arrendada por el estado y utilizada por un restaurante de parrilladas ("Parrilla Estación Yungay"). Lamentablemente esta sufrió un incendio que consumió todo el segundo piso, dejando solamente la estructura de piedra del primer piso.
Hoy una empresa de cementos y un supermercado funciona en los patios de Yungay. Los restos sufrieron un incendio el 8 de agosto de 2018.

## Características

Diagrama que muestra el triángulo de Yungay.

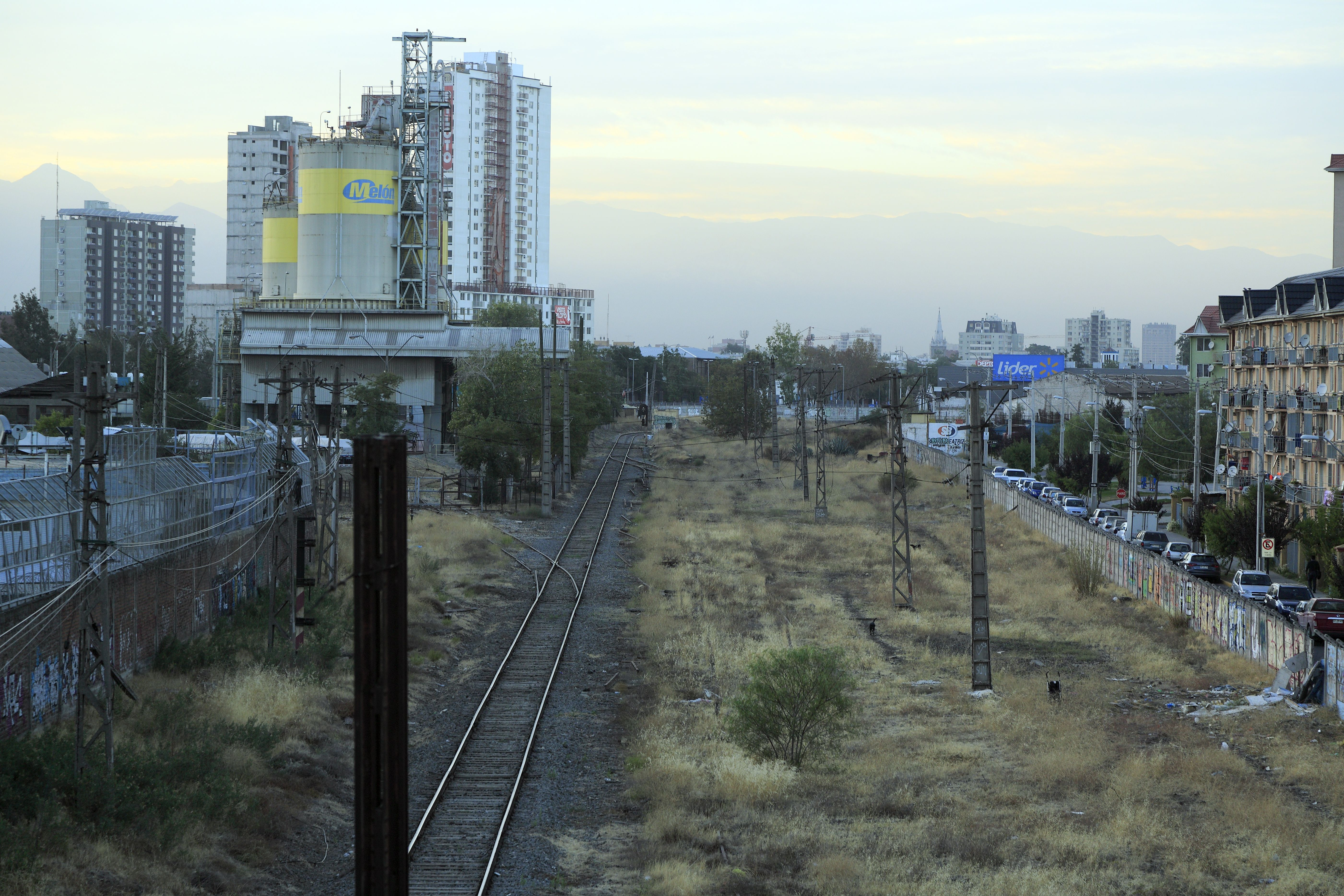
Sitio correspondiente al extinto "Triángulo de Yungay", actualmente por la vía circulan trenes de carga de la empresa Fepasa.

La unión de las vías férreas fue conocido como el "triángulo de Yungay" por la forma que tomaron en la conjunción de las líneas. El espacio utilizado por la estación puede ser dividido en tres secciones: al lado nororiente del triángulo se halla el edificio principal de la estación, al norte se hallaban maestranza y carga, y al lado sur se encontraban también maestranzas y carga.

### Estación
La estación posee dos pisos; el primero cuenta con las oficinas de ventas de boletos, servicios administrativos y un segundo piso en donde se encontraban los andenes de la estación además de un salón con ventanales sobre los rieles. La estación fue diseñada con un estilo neoclásico francés.
Aunque la estación servía como estación de pasajeros, también podía servir como estación de carga; pero debido a lo pequeño de sus patios y bodegas, no era muy explotada esta propiedad. Cabe destacar, eso si, que entre la estación y estación Mapocho existían varios desvíos a industrias de la zona. La construcción de la estación tuvo complicaciones debido al desnivel del terreno; para sobrellevarlos, se tuvieron que rellenar para crear terraplenes y muros de contención.

### Patio
La estación contaba con una cabina de control para la señalética, bodegas y un patio de maniobras. 

### Etimología
El nombre de la estación tiene origen en el barrio en donde este se inserta, el barrio Yungay, construido en 1839. El nombre proviene desde el pueblo de Yungay, luego de la victoria en la Batalla de Yungay del mismo año.

## Cultura popular
- La estación es mencionada en el libro "Yo, Violeta" de la escritora chilena Mónica Echeverría, en donde desarrolla una versión biográfica-narrada de la vida de Violeta Parra[17]
  - Los primeros pasos como artista público fueron en el barrio Yungay; además, el primer matrimonio de Violeta Parra fue con Luis Cereceda, empleado ferroviario de esta estación. De este matrimonio nacieron Ángel Parra e Isabel Parra.[18]
- El patio de la estación es mencionado en el libro "La Negra, El Rifle y Otros Personajes" de Pedro del Real.[19]
- La estación es utilizada como punto de referencia dentro de la recopilación histórica y narrativa del libro "Relatos del Santiago de entonces" de Juan Luis Espejo.[20]
- Luis Rivano menciona la estación y sus locales a la redonda en uno de los cuentos presentes en su "Antología de Obras Teatrales".[21]
- En 2016 los restos de la estación fueron utilizados para realizar la instalación artística "El Mitin de Yungay" de Pilar Quinteros. La obra, en donde se hace la representación de la quema de la estación en 1905 debido a las manifestaciones durante la huelga de la carne. La obra incluyó la quema de una reproducción de la estación original.[22][23]